# Douglas Southern Electric Tramway

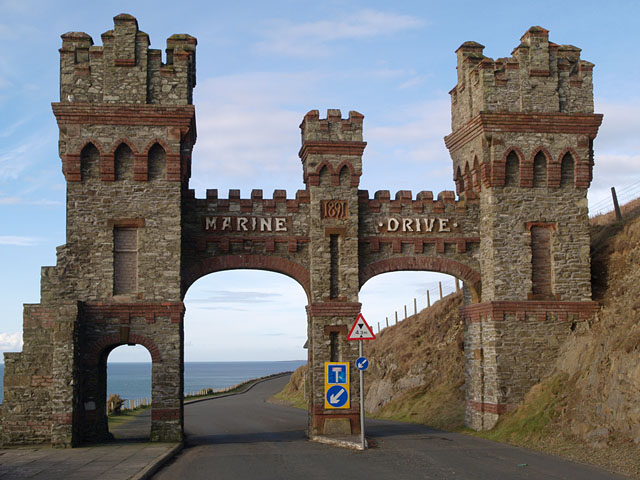
Eingangstor zum Marine Drive

Die Douglas Southern Electric Tramway war eine normalspurige Überlandstraßenbahn zwischen dem Gipfel des Douglas Head auf der Isle of Man und dem benachbarten Urlaubsort Port Soderick. Die Trasse verlief oben auf der Steilküste und überquerte eine Reihe spektakulärer Viadukte und Brücken.
Die Bahnlinie wurde von der New General Traction Company 1896 eröffnet und bis 1939 betrieben. Nach dem Krieg ging sie nicht wieder in Betrieb, und bis 1955 wurde die Strecke weitgehend abgebaut und zerstört. Einer der Triebwagen wurde für die Ausstellung im National Tramway Museum in Crich in Derbyshire gerettet, wo er sich bis heute befindet.

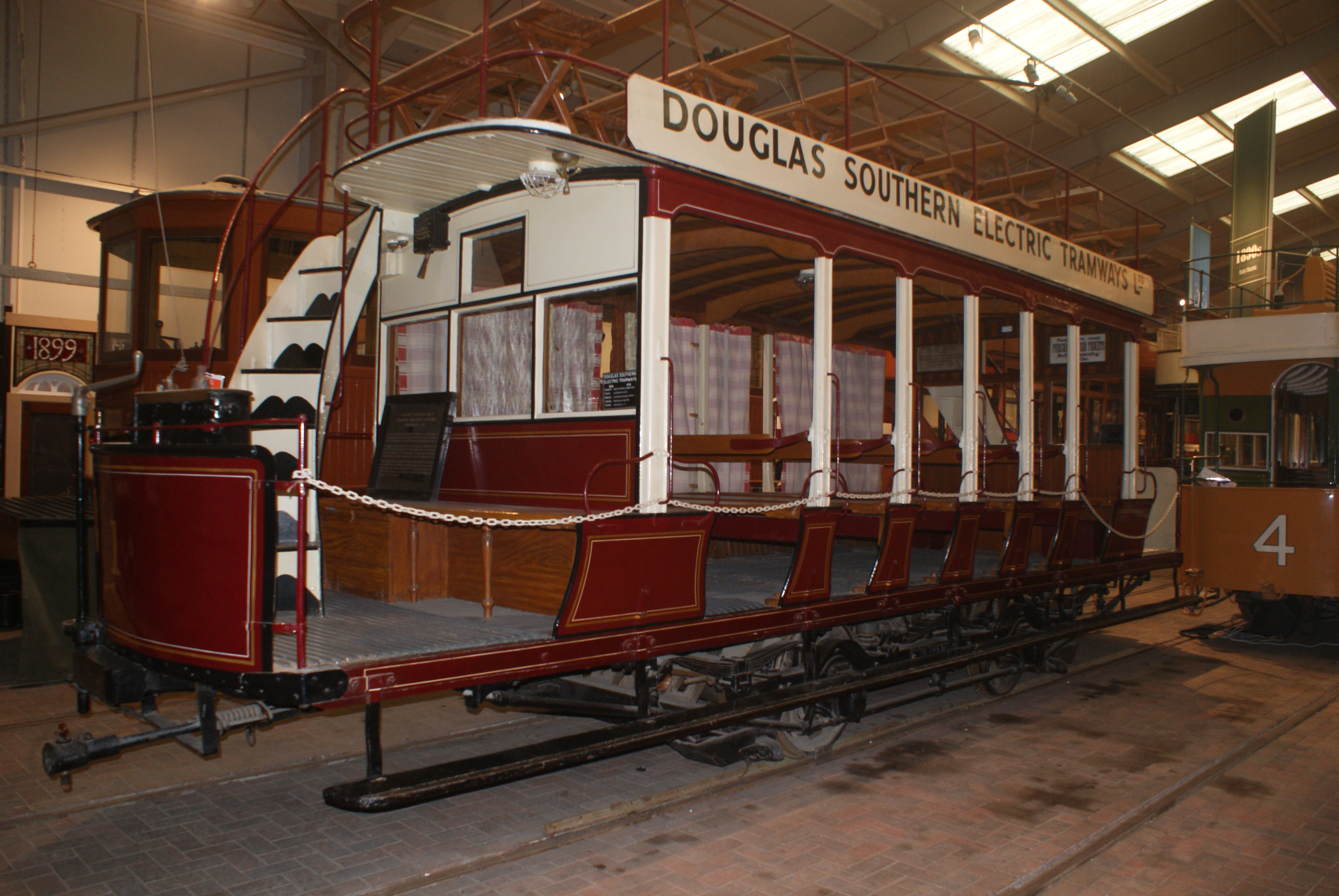
Das erhaltene Fahrzeug im Museum in Crich

Heute ist von den Bahnanlagen nichts mehr zu sehen außer dem zinnenbekrönten Einfahrtstor zum Marine Drive. Die Fahrzeughallen und Werkstätten befanden sich auf halbem Wege in Little Ness, ebenso das Kraftwerk zur Erzeugung des Stroms; aber diese sind längst abgerissen, und heute befindet sich dort ein Parkplatz. Die Straße wurde wegen einer Reihe ernsthafter Erdrutsche geschlossen, aber in den 1960er Jahren versuchte die Douglas Corporation die Gegend erneut zu beleben und führte eine Buslinie auf der Strecke ein. Diese war jedoch nur kurzlebig aufgrund weiterer Erdrutsche, welche die Straße unsicher machten. Heute können Teile der Strecke vom motorisierten Verkehr benutzt werden, aber ein Stück nördlich von Little Ness ist nur für Fußgänger freigegeben. Die Trasse dieser einzigartigen ehemaligen Eisenbahn bietet einen spektakulären Ausblick auf die Irische See und ist ein Teil des Wanderwegs Raad ny Foillan (deutsch: Weg der Möwe) rund um die Insel, der 1986 geschaffen wurde.